# Warcraft: Orcs & Humans
Warcraft: Orcs & Humans (angleško warcraft – vojaška obrt: orcs and humans – orki in ljudje) je realnočasovna strateška računalniška igra (RTS), ki jo je razvilo podjetje Blizzard Entertainment, in izdali podjetji Blizzard in Interplay Entertainment. Različica za MS-DOS (PC)  je izšla novembra 1994, različica za Apple Macintosh (Mac) pa pozno leta 1996. Prodaja je bila sprva precej visoka, ocenjevalci so bili večinoma navdušeni nad njo. Igra je prejela več nagrad. Njeno nadaljevanje Warcraft II: Tides of Darkness je postalo glavni tekmec podjetju Westwood Studios in njegovi seriji Command & Conquer. To rivalstvo je vzpodbudilo eksplozijo izdaj realnočasovnih strategij sredi in v poznih 1990-ih.
Čeprav Blizzardova igra ni bila prva realnočasovna strategija z večigralskim načinom igranja, je prepričala širok krog uporabnikov, da je možnost večigralskega načina bistvena za prihodnost iger RTS. V igri se je pojavilo več novosti pri oblikovanju misij in igralskih elementih, ki jih je prevzelo več razvijalcev RTS.
Igra je izkazovala značilen Blizzardov pristop k razvoju in izvedbi iger RTS, ter vplivala na zelo uspešno igro MMORPG podjetja World of Warcraft. Blizzardovi glavni poudarki v takšnih igrah so bili na spretno upravljanje relativno majhnih sil in na razvoj lastnosti igralnih likov in zgodbe znotraj in med igranimi igrami v istem vesolju.

## Igranje
Ker je igra realnočasovna strategija, igralci igrajo istočasno in brez prestanka. Pri tem se morajo premikati in delovati hitro. En igralec predstavlja človeške naseljence Azerotha, drugi pa nadzoruje vdirajoče orke. Vsaka stran poskuša uničiti drugo z zbiranjem (naravnih) virov in ustvarjanjem svoje vojske. Poleg tega se morata obe strani braniti pred divjimi pošastmi, ki jih lahko včasih uporabita tudi kot enote. Igra poteka v okolju, podobnem srednjeveškemu, z elementi fantazije. Obe strani imata enote za boj od blizu in na daleč, ter tudi uročnike (spellcaster).

### Igralski načini
Način igranja v Warcraft: Orcs & Humans je razširitev načina iz igre Dune II »zgradi oporišče, sestavi vojsko, uniči nasprotnika« z drugimi načini igranja. Med novimi načini je več vrst novih misij, kot je na primer osvojitev ujetnikov igralčeve rase, reševanje in ponovna izgradnja obleganih mest, reševanje prijateljskih sil iz sovražnikovega taborišča in nato uničenje glavnega sovražnikovega oporišča, misije z omejinimi silami, v katerih nobena stran ne more imeti novih enot, ter učinkovita raba enega oddelka, ki so bile ključni strateški element. V eni misiji je moral igralec ubiti hčer orkovskega poveljnika.
Blizzardova igra je omogočila dvema igralcema tekmovanje v večigralski tekmi prek modema ali LAN. Igra je omogočila igralcem z razičicami igre za MS-DOS in Apple Macintosh, da so lahko igrali med seboj. Večigralske načine in spopade z UI, ki niso bili del kampanj, je omogočil generator naključnih zemljevidov. Igro je bilo moč namestiti tudi z odloženo namestitvijo (spawn installation), ki je služila le večigralskemu načinu.

### Ekonomija in moč
V igri igralec zbira vire, gradi zgradbe in tvori enote. Na ta način se brani pred nasprotniki v boju. Nebojevajoči graditelji prinašajo vire v mestno središče iz rudnikov, kjer se koplje zlato, in gozdov, kjer se seka les. Ker so obojni viri omejeni, jih morajo igralci zbirati učinkovito. Pri tem morajo tudi ohranjati gozdove kot zaščitne pregrade in zgodnjem poteku igre, ko so bojne enote še majhne. Večkrat je treba zbirati vire daleč stran od mestnega središča.
Zgradbe nižjih stopenj imajo za ljudi in orke enake funkcije, vendar različno grafiko. V mestni hiši se zbirajo viri in tvorijo enote, ki nabirajo vire in gradijo zgradbe. Vsaka farma zagotavlja hrano do štiri enotam, dodatnih enot pa ni moč tvoriti, dokler ni na voljo dovolj farm. V vojašnicah nastajajo bojne enote brez magičnih sposobnosti, na primer za boj od blizu, na daleč, jezdne in oblegalne enote. Vse, razen osnovnih, potrebujejo tudi pomoč drugih zgradb, nekatere od njih pa lahko nadgradujejo druge.
Vsaka stran lahko zgradi dve vrsti magičnih zgradb, od katerih v vsaki nastane ena vrsta uročnikov in v katerih raziskujejo naprednejša vrste urokov za ustrezno vrsto. Te napredne zgradbe se lahko zgradi le s pomočjo drugih zgradb. Človeški duhovnik in orkovski nekrolit se lahko oba branita s čarodejstvom, za kratek čas pa lahko vidita tudi oddaljene dele ozemlja. Drugi uroki duhovnika so zaščitniški, zdravljenje ranjenih in nevidnost, nekroliti pa tvorijo okostnjake kot enote, ter za kratek čas naredijo druge enote neranljive za ceno hudega poškodovanja, ko se urok razprši. Človeški zaklinjevalec in orkovski vedeževalec lahko uničujeta z energijskimi sunki, uroki z večjo uničevalno močjo in kličeta majhne, strupene pošasti. Zaklinjevalec lahko prikliče vodne duhove, vedeževalec pa demonsko pretepaško enoto.

### Uporabniški vmesnik
Igra ima lasten grafični uporabniški vmesnik in poteka v standardni ločljivosti VGA (320 × 240) z 256 barvami.
Glavni zaslon ima tri dele:
- največji na desni, v katerem je ozemlje na katerem igralec trenutno deluje,
- zgoraj na levi, kjer je majhen zemljevid,
- spodaj na levi, kjer je prikazano stanje in katerakoli nadgradnja ter možno dejanje za zgradbe ali enote, če so izbrane.[20] Podrobnosti o stanju prikazujejo zdravje zgradbe ali enote, potek gradnje in vsako nadgradnjo, ki se je udejanila.[11]

Menijski gumb čisto spodaj na levi omogoča dostop k shranjenju in nalaganju igre, ter drugim menijskim funkcijam.
Na začetku je večina glavnega in majhnega zemljevida zatemnjena, vidno območje pa se širi, ko igralčeve enote raziščejo novo ozemlje. Majhen zemljevid prikazuje pregled celotnega ozemlja, kjer modre pike pomenijo igralčeve zgradbe in enote, rdeče pa sovražnikove. Za premikanje po glavnem zemljevidu prek ozemlja lahko igralec klika na glavni zemljevid ali na majhnega.
Vse funkcije so dosegljive z miško. S tipkami se lahko doseže nastavitev igre, nekatere menijske možnosti in nekatere igralske funkcije, kot sta pomikanje zaslona glavne igralne površine in začasna ustavitev igranja. Igralci lahko izberejo posamezne enote s klikanjem, jih z dodatnim pritiskom na dvigalko ali z načinom povleci in spusti zberejo v skupino največ po štiri. Za premikanje enot se jih najprej izbere, nato se izbere dejanje in na zemljevidu nakaže ciljno mesto dejanja. S pomočjo bližnjic s tipkami se lahko izogne drugemu koraku.

## Sistemske zahteve
| MS-DOS: | Intel 80386 CPU, 4MB RAM, VGA grafična kartica, CD-ROM |
| Mac:    | 68030 procesor (priporočen 68040), monitor z 256 barvami, sistem 7.0 ali novejši, Quicktime 2.0 ali novejši, Sound Manager 3.1 ali novejši, orodja iz Communication Toolbox za dvoigralski način |